# Jaime Enrique Duque Correa
Jaime Enrique Duque Correa  , né le 4 avril 1943 à Medellin, Colombie, et mort le 14 avril 2013 à Medellín, Colombie,  est un prélat catholique colombien.

## Biographie
Jaime Enrique Duque Correa     est membre de  l'ordre des  Misioneros Javerianos de Yarumal et est  ordonné prêtre  en 1967. De 1991 à 1995 il est actif comme missionnaire en Équateur et en 1994-1995 il est coordinateur de son ordre pour les activités missionnaires en Équateur.   En 2006 Correa est nommé évêque d'El Banco.